# Пробој XXI брдског корпуса из окружења
Немачки 21. корпус поседао је Албанију и Црну Гору. Током септембра и октобра 1944. снаге НОВЈ заузеле су Гацко, Беране, Никшић, Колашин, Мојковац, Бијело Поље, Пријепоље, Пљевља, Требиње, Билећу и Грахово, одсекавши на тај начин 21. корпус од делова Друге оклопне армије на северу и истоку. Током пробоја главнине Групе армија Е од Скопља до Новог Пазара, 21. корпус изгубио је непосредан контакт и са овим снагама, чиме се нашао у потпуној изолацији.
14. октобра 21. корпус отпочео је напад од Даниловграда према Никшићу, са циљем спајања са деловима 5. СС корпуса у околини Мостара. Међутим, делови Приморске оперативне групе НОВЈ одбили су све покушаје продора према Никшићу, наневши Немцима озбиљне губитке. Поред тога, Приморска оперативна група успела је да на јужном крилу у оштрим борбама потисне делове 21. корпуса и четнике, и ослободи Цетиње и Боку Которску до 22. новембра. Услед тога је командант Групе армија Е 23. новембра наредио 21. корпусу да одустане од пробоја према Никшићу и Мостару, и да се оријентише на пробој од Подгорице преко Колашина према Пријепољу. У циљу омогућавања овог пробоја, из правца Пријепоља упућен је 91. корпус у напад у сусрет 21. корпусу.
Након дуготрајних тешких борби и обостраних озбиљних губитака, нападни клинови 21. и 91. корпуса састали су се 18. децембра 1944. између Колашина и Мојковца, чиме је 21. армијски корпус пробио блокаду. Други корпус вршио је бочне нападе на немачке колоне у извлачењу. Потискујући немачке заштитнице, делови Другог ударног корпуса НОВЈ ослободили су Подгорицу 19. децембра, Колашин 29. децембра, и Бијело Поље 3. јануара 1945.
Под тактичком командом Другог корпуса НОВЈ током ових борби борио се један британски артиљеријски дивизион који је упућен као појачање. Савезничка авијација блиско је садејствовала у борбама, нападајући немачке и четничке колоне у покрету и објекте на путу. Под командом 21. немачког корпуса борила се четничка групација Павла Ђуришића, коју су Немци проценили на око 10.000 људи.

## Ангажоване снаге
Вермахт
- 21. брдски корпус
  - 181. дивизија (10.000 бораца)
  - 297. дивизија (11.000 бораца)
- корпусне трупе 21. корпуса (3.000 бораца)
- борбена група Штајрер (8.000 бораца)
- ваздухопловне јединице (5.000 бораца)
- ЦДК Павла Ђуришића (10.000 бораца)
- 91. армијски корпус
  - 22. дивизија (12.000 бораца)
  - 41. дивизија (10.000 бораца)[2]

НОВЈ
- Други ударни корпус
  - Трећа ударна дивизија
  - 37. санџачка дивизија
  - Приморска оперативна група
  - дивизион британске артиљерије

## Покушај пробоја према западу
У борбама средином септембра немачко-четничке снаге су потучене и протеране из Никшића, у зони одговорности 21. корпуса. Почетком октобра ослобођено је Требиње у зони одговорности 5. СС корпуса, а затим и Билећа и Грахово на граници двају корпуса. Тиме су снаге ове две групације изоловане једна од друге. 21. корпус вршио је безуспешне локалне противнападе. 16. октобра 1944. команда Армијске гупе Е наредила је 21. корпусу да властитим снагама отвори и држи отвореним путеве према Мостару. Штабу корпуса скренута је пажња да је тај пут, који је добио кодни назив"плави пут" од одлучујућег значаја за 21. корпус, и од потенцијалног великог значаја за друге делове Групе армија Е.
Пут Скадар - Подгорица - Никшић треба држати отвореним. К-да 21. брд. АК треба да има на уму да ће у току даљих покрета у циљу повлачења пут Подгорица - Никшић - Требиње - Мостар, као пут маршовања, бити од одлучујућег значања за све снаге XXI брд. АК, а осим тога и за снаге које се повлаче из јужне Грчке. Нарочити значај треба дати обезбеђењу овог пута од обале з. од Скадра и код Котора.
Генералмајор Ерих Шмит-Рихберг, начелник штаба Групе армија Е, забележио је да је 181. дивизија требало да буде носилац напада према западу, у циљу отварања „плавог пута“ од Скадра преко Подгорице до Мостара. Средином новембра наређење је поновљено.
Средином новембра 181. дивизија покренула је напад, који је групу Подгорица требало да одведе према Никшићу, а групу Котор према Требињу.